# Анита О’Дэй: Жизнь джазовой певицы
«Анита О’Дэй: Жизнь джазовой певицы» (англ. Anita O’Day: The Life of a Jazz Singer) — американский документальный фильм 2007 года о джазовой певице Аните О’Дэй, снятый режиссером и продюсером Робби Каволиной и Иэном Маккрадденом. Премьера состоялась на кинофестивале Tribeca Film Festival в 2007 году, а ограниченный прокат состоялся 15 августа 2008 года.

## О фильме
В фильме фрагменты интервью, в том числе длинное интервью незадолго до её смерти, сочетаются с отрывками из многочисленных выступлений на различных этапах её карьеры, включая знаменитое выступление в широкополой шляпе и с песней «Sweet Georgia Brown» в документальном фильме Берта Штерна «Джаз летним днём», снятом на Ньюпортском джазовом фестивале 1958 года.

## Отзывы критиков
Фильм получил положительные отзывы в прессе. Так, на сайте-агрегаторе Metacritic он имеет рейтинг 76 из 100 на основе двенадцати рецензий. На другом агрегаторе, Rotten Tomatoes, фильм получил все 100 % «рейтинга свежести» на основании 31 рецензии, а консенсус критиков таков: «Этот насыщенный документальный фильм рассказывает о взлётах и падениях одной из лучших певиц, используя замечательные архивные кадры и содержательные интервью с самой О’Дэй».
Кинокритик Роджер Эберт положительно оценил фильм и назвал его «бесценным». Роберт Келлер из The Christian Science Monitor отметил: «Хотя документальный фильм представляет собой нечто вроде лоскутного одеяла и ему не хватает невыразимой плавности и ритмического блеска покойной певицы, он убедительно доказывает, что это была одна из четырёх или пяти величайших женских джазовых голосов всех времен — или „стилистов песен“, как она себя называла». В The Hollywood Reporter заявили, что это «увлекательный, хотя и не слишком откровенный документальный фильм». В The Village Voice написали, что фильм намного живее, чем обычные мюзиклы — «документальное бальзамирование». В Chicago Reader назвали талант О’Дэй и её волю к выживанию (в конце 60-х она избавилась от 16-летней героиновой зависимости) являются достаточными причинами, чтобы посмотреть этот фильм. Кен Фокс из TV Guide написал: «В конце концов, более подходящим подзаголовком было бы „Музыка джазовой певицы“, поскольку фильм предлагает многое из того, чего ожидали поклонники О’Дэй — отличную музыку. Всем, кому требуется дополнительная информация о бесконечно увлекательной личной жизни О’Дэй, следует обратиться к её автобиографии „Лучшие времена, трудные времена“». В журнале Time Out отметили, что этот, возможно, чересчур уважительный документальный фильм — в нём слишком тщательно описываются её самые мрачные часы — рассказывает об одной из малоизвестных звёзд джаза, а также, что здесь достаточно материала, который побуждает к запоздалой переоценке замечательного таланта.

## Награды и номинации
| Премия                 | Год  | Категория                    | Результат | Ист.   |
| ---------------------- | ---- | ---------------------------- | --------- | ------ |
| Satellite Awards       | 2008 | Лучший документальный фильм  | Победа    | [ 11 ] |
| Golden Satellite Award | 2008 | Лучший фильм: Документальный | Победа    | [ 11 ] |
| Grammy Awards          | 2010 | Лучший музыкальный фильм     | Номинация | [ 12 ] |